# Дюрфор, Жак-Анри де
Жак-Анри де Дюрфор, герцог де Дюрас (фр. Jacques Henri de Durfort ; 9 октября 1625, Дюрас — 12 октября 1704, Париж, Королевство Франция) — французский военный и государственный деятель, маршал Франции. Кавалер Ордена Святого Духа

## Биография
Представитель благородного аквитанского рода. Старший сын Ги Алдонса I де Дюрфора, маркиза де Дюра, и Елизаветы (дочери Анри де ла Тур д’Овернь, герцога Бульонского). Получил хорошее и всестороннее образование.
Начал военную службу в кавалерии под руководством своего дяди Тюренна, который присвоил ему чин капитана. Участник Тридцатилетней войны. Отличился в нескольких сражениях, в том числе в битве при Нёрдлингене (1645) и при Бад-Мергентхайме.
Затем служил под командованием принца Людовика де Конде. После начала Фронды в 1649 году Поддерживал Конде. В 1651 году присоединился к армии Конде. Вместе с ним позже перешёл на испанскую королевскую службу.
В 1657 году вернулся на французскую службу, получив звание генерал-лейтенанта.
Сыграл главную роль в 1674 году во время захвата испанского региона Франш-Конте. В 1675 году был назначен его губернатором. Вскоре получил звание маршала Франции.
После начала в 1688 году войны Аугсбургской лиги успешно руководил обороной Филипсбурга в Трирском архиепископстве. В 1689 году принял участие в доблестной обороне крепости Пфальца.
В том же году получил титул герцога-пэра де Дюраса.
После 1690 года вышел в отставку.
Его родственником был мемуарист Луи де Рувруа Сен-Симон, который описывал его как человека, всегда говорившего, что думает, неспособного к приспособленчеству и лизоблюдству.
Будучи фаворитом Людовика XIV, бывало, он говорил правду в глаза даже королю.
В возрасте 80 лет ещё объезжал коней, к которым боялись подходить другие. Умер в 1704 года.

## Награды
- Кавалер Ордена Святого Духа